# Kessebüren
Kessebüren ist ein Stadtteil der westfälischen Stadt Unna im gleichnamigen Kreis mit mehr als 600 Einwohnern.

## Geographie

### Lage
Kessebüren liegt südöstlich des Zentrums der Stadt Unna; die Gemarkung hat eine Fläche von 399 ha. Die Dorfmitte liegt an der Dorfstraße bei 7° 43′ 30″ östlicher Länge, 51° 31′ 14″ nördlicher Breite. Die maximale Nord-Süd-Ausdehnung des Dorfkerns beträgt 855 m, die maximale Ost-West-Ausdehnung 705 m. Der niedrigste Punkt des Dorfes liegt mit 139 m ü. NN im sog. Ententeich; der höchste Punkt befindet sich mit 206 m ü. NN auf der Kessebürener Landwehr.

### Nachbargemeinden
Kessebüren grenzte im Jahr 1967 im Uhrzeigersinn im Westen beginnend an die Stadt Unna und an die Gemeinden Uelzen, Mühlhausen, Lünern, Ostbüren, Frömern und Strickherdicke (alle im Kreis Unna).

## Geschichte
Kessebüren gehörte im Spätmittelalter und der Frühen Neuzeit in eigener Bauerschaft (Kerseburen) im Amt Unna zur Grafschaft Mark. Laut dem Schatzbuch der Grafschaft Mark von 1486 hatten die 10 Steuerpflichtigen in der Bauerschaft zwischen 1 oirt und 6 Goldgulden an Abgabe zu leisten. Größter Steuerzahler war der Schultze mit 6 Goldgulden. Im Jahr 1705 waren in der Bauerschaft (Kirspel Frönbern, Kessebüren) 10 Steuerpflichtige mit Abgaben an die Rentei Hamm im Kataster verzeichnet.
Kessebüren gehörte bei der Errichtung der Ämter in der preußischen Provinz Westfalen zum Amt Fröndenberg im Kreis Hamm. 1895 gab es in der Landgemeinde Kessebüren auf 396,4  ha Fläche, 3 Wohnplätze, 34 Wohnhäuser mit 36 Haushaltungen und 268 Einwohner. Anlässlich der Auskreisung der Stadt Hamm am 1. April 1901 wurde aus dem Kreis der Landkreis Hamm. Nach einer Gebietserweiterung im Jahr 1929 wurde dieser im Oktober 1930 in Kreis Unna umbenannt. Am 1. Januar 1968 wurden die bisherigen Gemeinden Afferde, Billmerich, Hemmerde, Kessebüren, Lünern, Massen, Mühlhausen, Siddinghausen, Stockum, Uelzen und Westhemmerde mit der Stadt Unna zusammengeschlossen.

## Einwohnerentwicklung
| Jahr | Einwohner |
| ---- | --------- |
| 1849 | 226       |
| 1910 | 244       |
| 1931 | 240       |
| 1956 | 308       |
| 1961 | 272       |
| 1967 | 280       |
| 1987 | 500       |
| 2013 | 633       |

## Verkehr
Die Landesstraße L 679 verbindet Kessebüren im Nordwesten mit Unna und im Südwesten mit Frömern, Fröndenberg/Ruhr und Menden (Sauerland). Auf der Kreisstraße K 23 gelangt man nach Ostbüren und Bentrop.
Der Haltepunkt Kessebüren an der Bahnstrecke Fröndenberg–Unna wurde 1988 geschlossen.

## Kultur und Sehenswürdigkeiten

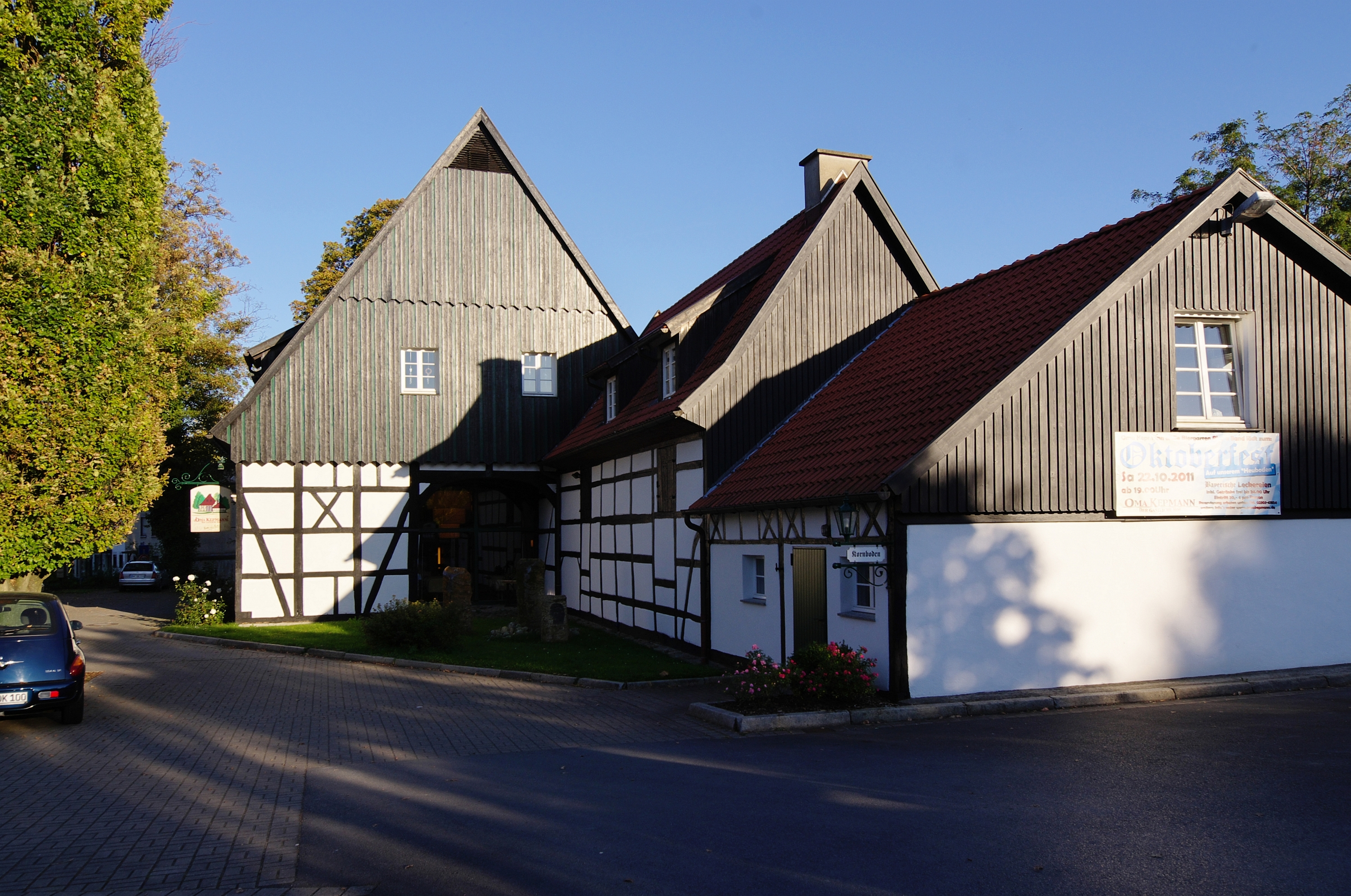
Denkmalgeschützter ehemaliger Bauernhof

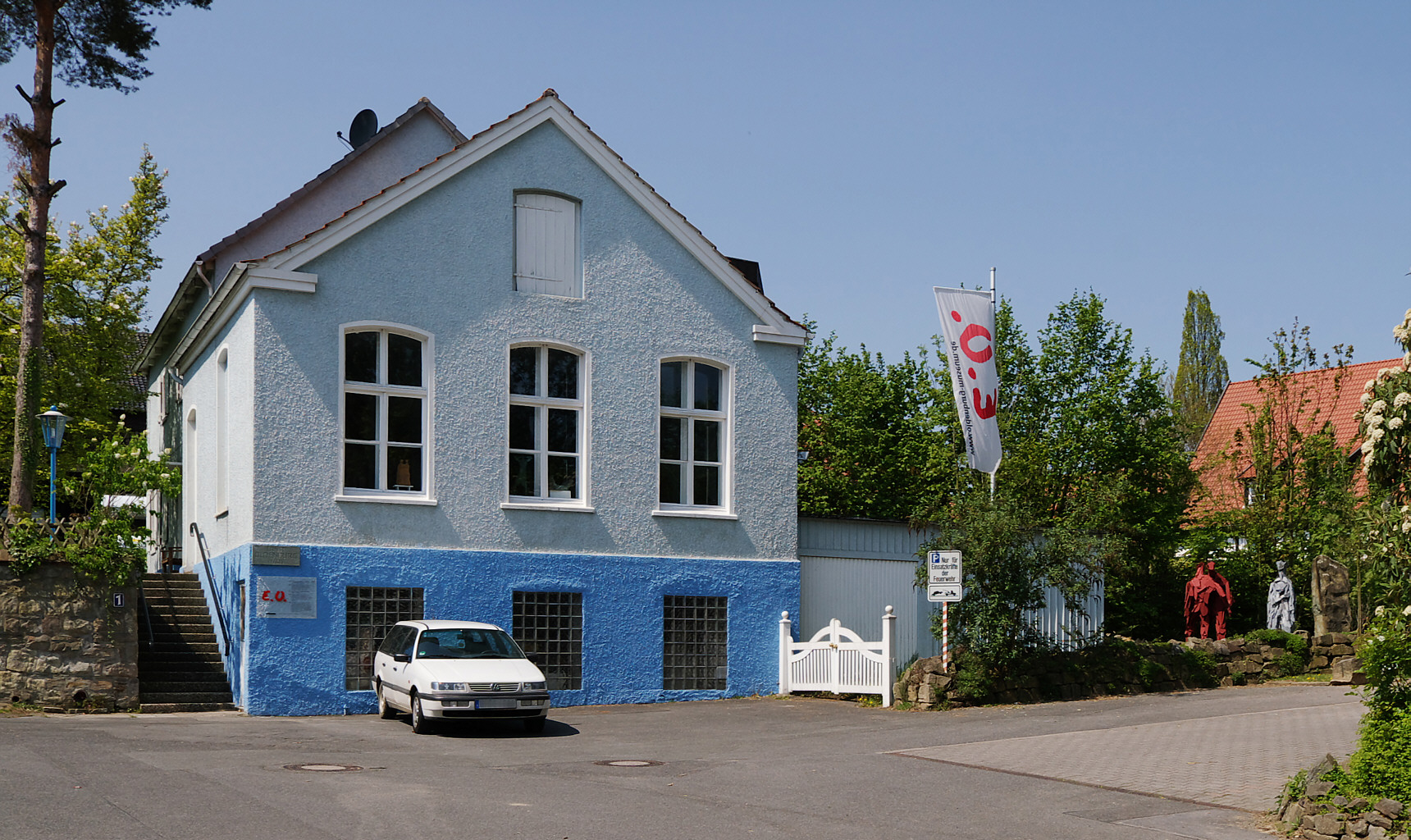
Das Ernst-Oldenburg-Museum

In Kessebüren lebte und arbeitete seit 1967 bis zu seinem Tod im Jahr 1992 der dem Expressionismus zugerechnete Maler und Bildhauer Ernst Oldenburg. Die als Atelier und Wohnstätte genutzte ehemalige Dorfschule ist heute ein Museum. An der Dorfstraße findet sich eine in Teilen denkmalgeschützte ehemalige Hofanlage, die heute eine Gaststätte beherbergt.

## Sport
Ein Rasenbolzplatz ist mit zwei Fußballtoren ausgestattet, die vom Frühjahr bis zum Herbst mit Tornetzen ausgestattet sind. Hier finden auch die Spiele und Trainingseinheiten der Hobby-Fußballvereins FSG Kessebüren statt.

## Freiwillige Feuerwehr
Die Freiwillige Feuerwehr Unna-Kessebüren befindet sich mittig im Ortsteil. Das massiv errichtete Gebäude verfügt über eine kleine Fahrzeughalle.